# Bathyraja mariposa
Bathyraja mariposa е вид хрущялна риба от семейство Arhynchobatidae.

## Разпространение и местообитание
Видът е разпространен в Русия (Камчатка) и САЩ (Алеутски острови и Аляска).
Среща се на дълбочина около 104 m, при температура на водата около 3,7 °C и соленост 33,2 ‰.

## Описание
На дължина достигат до 76 cm.